# آیلند پیک
قله آیلند یا ایمجا تسه (به انگلیسی: Island peak، ‌Imja tse) با ۶٫۱۸۹ متر ارتفاع، یک کوه در پارک ملی ساگارماتا در منطقهٔ هیمالایا، در شرق نپال است. این نام در سال ۱۹۵۱ توسط گروه اریک شیپتن بر این قله نهاده شد. علت این نامگذاری این بود که این قله همچون جزیره‌ای یخی در آسمان نمایان است. این قله بعدها در سال ۱۹۸۳ به ایمجاتسه تغییر نام داده شد اما قله آیلند به صورت فراگیرتری مورد استفاده قرار می‌گیرد. این قله بر روی انتهای خط‌الراس جنوبی قلهٔ لوتسه واقع شده‌است.
اولین صعود به قله آیلند به یک تیم سوئدی تعلق دارد که در سال ۱۹۵۶ به منظور تمرینی برای صعود به قلهٔ اورست و لوتسه پا بر روی این قله نهادند.
اجلاس اول صعود کرد و در سال ۱۹۵۶ توسط سوئیس تیم به عنوان یک تمرین آموزشی در آماده‌سازی برای کوه اورست و Lhotse.

## صعود مسیر
برای صعود به قله آیلند یکی از گزینه‌ها شروع در حدود ساعت ۲ و ۳ بامداد از بیس‌کمپ در ارتفاع ۵٫۰۸۷ متری که پارشایا گیب نام دارد است. گزینهٔ دیگر که رایج‌تر است و باعث کاهش زمان و انرژی مصرفی است رفتن تا بالاترین کمپ در ارتفاع ۵٫۶۰۰ متری است. اما نیاز به تأمین آب و نگرانی استراحت در ارتفاع بالا ممکن است باعث شود که کوهنوردها شروع از بیس‌کمپ را انتخاب کنند. از بیس‌کمپ تا بالاترین کمپ یک مسیر پیشمایشی معمولی است، اما در بالای کمپ نهایی شکاف‌های عمیق یخی و مسیرهای صخره‌ای که برای صعود از آن‌ها باید به صورت «دست به سنگ» به مسیر ادامه داد کار را قدری دشوار می‌کند. در بالای شکاف‌ها، صعود از یخچال‌ها و عبور از شیب‌های تند برفی و یخی شروع می‌شود. از اینجا ممکن است طناب‌های ثابت توسط افراد آشنا به مسیر نصب شده باشد تا بتوان به وسیلهٔ آن‌ها حدود ۱۰۰ متری خط‌الراس رسید. با توجه به شیب تند زیر خط‌الراس صعود به قله کار دشواری است. بر فراز خط‌الراس، با اینکه قلهٔ اورست ده کیلومتر فاصله دارد اما قلهٔ تنومند لوتسه چشم‌انداز را بسته است. از آنجا حدود ۲٫۳۰۰ متر بالاتر قله قرار دارد.

### شکاف یخی راس دیواره
یک شکاف یخی عظیم در بالای دیواره که به خط‌الراس قله می‌انجامد گاهی باعث می‌شود تیم‌ها بازگشت را به ادامهٔ صعود ترجیح دهند. در آوریل ۲۰۰۹، انجمن کوهنوردی نپال در مسیر شکاف پلکان نصب کردند. از شروع زمان کوهنوردی ۲۰۱۶، یک نردبان ثابت پنج متری از جنس آلمنیوم در آن شکاف یخی نصب شد.

## نگارخانه

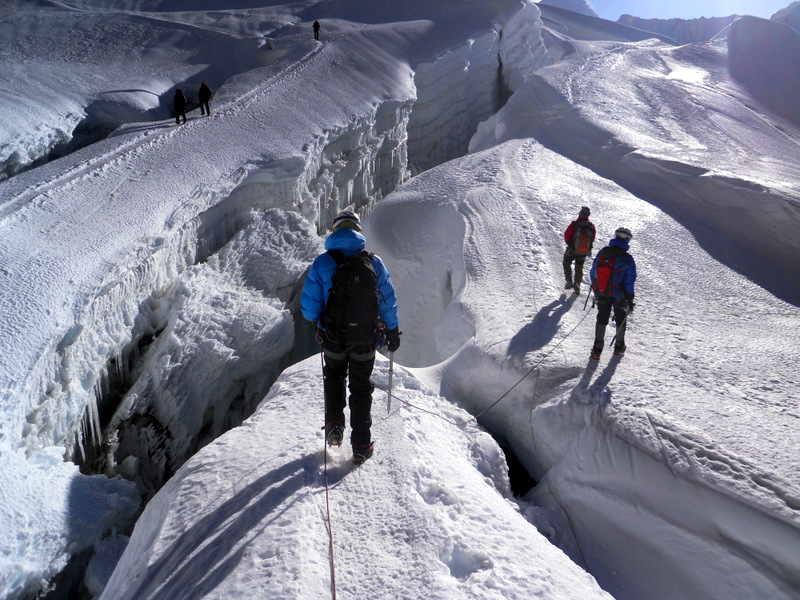
مسیر قلهٔ آیلند پیک
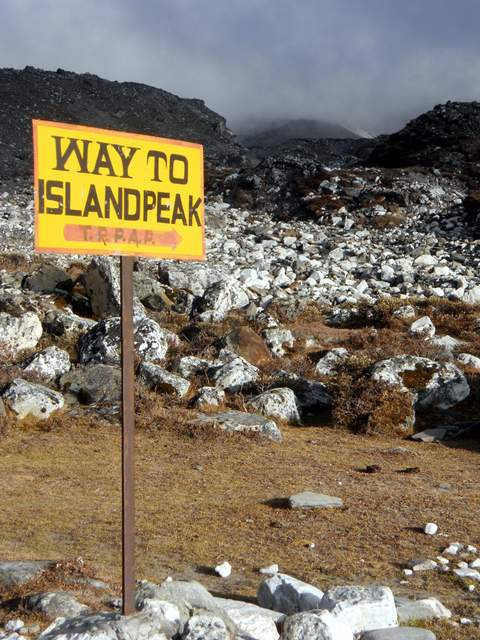
تابلویی که مسیر صعود به قلهٔ آیلند پیک را نشان می‌دهد.
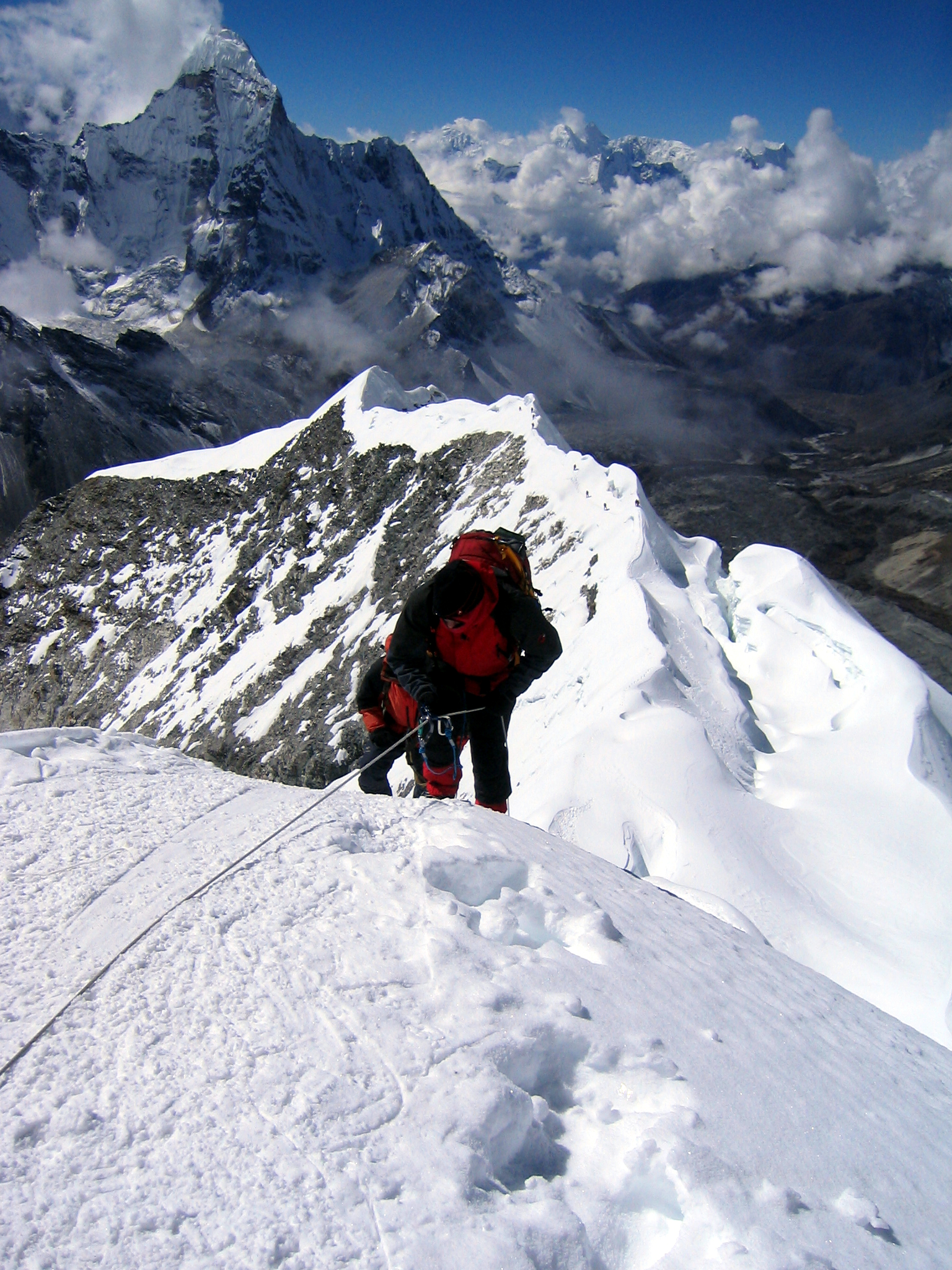
یک کوهنورد متصل به طناب ثابت و در حال برداشتن آخرین گام‌ها تا رسیدن به قلهٔ ۶٫۱۶۰ متری قله آیلند در نپال - سال ۲۰۰۴.